# Gautegiz Arteaga
Gautegiz Arteaga – gmina w Hiszpanii, w prowincji Biskaja, w Kraju Basków, o powierzchni 13,57 km². W 2011 roku gmina liczyła 910 mieszkańców.